# Tor del Faure
Tor del Faure (en francès Tour-de-Faure) és un municipi francès situat al departament de l'Òlt i a la regió d'Occitània.

## Demografia
| 1962                                       | 1968 | 1975 | 1982 | 1990 | 1999 | 2007 |
| ------------------------------------------ | ---- | ---- | ---- | ---- | ---- | ---- |
| 312                                        | 331  | 288  | 307  | 296  | 350  | 353  |
| Des de 1962: població sense dobles comptes |      |      |      |      |      |      |

## Administració
| Període   | Identitat              | Partit |
| --------- | ---------------------- | ------ |
| 1974-1985 | Louis Pradel           |        |
| 1985-2008 | Jacques Célarié        |        |
| 2008-     | Jean Jacques Pechberty |        |